# Caprica
Caprica är en dramaserie i science fiction-format, skapad av Remi Aubuchon och Ronald D. Moore, som hade premiär i USA, Kanada och Storbritannien i januari 2010. Serien, som är en avknoppning av den hyllade och trefaldigt Emmy-belönade science fiction-serien för vuxna över 18 år –  Battlestar Galactica, har haft premiär i en rad västländer. I Sverige skedde premiärvisningen den 24 februari 2012 i kanal TV4 Science Fiction. Händelserna i Caprica utspelar sig 58 år före katastrofen i Battlestar Galactica och kretsar kring de två rivaliserande familjerna Adama och Graystoke. Eric Stoltz har rollen som Daniel Graystoke och Esai Morales spelar Joseph Adama (fadern till amiral William Adama i Battlestar Galactica).
Battlestar Galactica lekte med skapelsetemat och ställde de artificiella cylonernas (robotarnas) monoteism mot människornas polyteism. I Caprica är i stället etniciteten och terrorismen en röd tråd, samtidigt som mänskligheten står inför viktiga vägval när det gäller utvecklingen av artificiell intelligens, nano- och robotteknik. Flera av planeterna som är perifera till Caprica (planeten bär samma namn som huvudstaden) är uppenbart diskriminerade och "efterblivna", medan Caprica är en gynnad och teknokratisk civilisation som rusar mot sin undergång. Där finns också en religiöst orienterad grupp som kallar sig Soldiers of the One – en sekt med monoteistisk tro beredd att begå terroristhandlingar, vilket inte alla i gruppen känner till. Serien uppges vara speciellt skriven för att locka fler kvinnliga tittare. 
I Caprica visas hur mänskligheten först skapade de något för intelligenta cylonerna, och hur dessa sedan börjar planera sin hämnd mot människorna som använt dem som slavar. Serien debuterade den 22 januari 2010 på SyFy i USA och Sky1 i Storbritannien.  Den första säsongen omfattar 18 episoder, inklusive det två timmar långa pilotavsnittet.

## Rollbesättning
- Eric Stoltz som Daniel Graystone, VD för Graystone Industries, som utvecklar den första koloniala cylonen och för holobandet som tillåter bäraren att vistas i V-rymden (den virtuella rymden) – Amandas make och Zoes far.
- Esai Morales som Joseph Adama, advokat med kopplingar till organiserad brottslighet – far till William och Tamara
- Paula Malcomson som Amanda Graystone – Daniels hustru och mor till Zoe
- Alessandra Torresani som Zoe Graystone – dotter till Daniel and Amanda
- Magda Apanowicz som Lacy Rand – Zoes bästa väninna
- Sasha Roiz som Sam Adama, indrivare och gorilla i maffians nedre skikt – Josephs bror
- Polly Walker som Syster Clarice Willow – Rektor vid Atena-akademien.